# 堀直庸
堀 直庸（ほり なおやす）は、越後村松藩の第8代藩主。直寄系支流堀家8代当主。官位は従五位下、丹後守。

## 経歴
享和2年（1802年）、父の隠居により家督を継いだが、文政2年（1819年）に死去した。家督は弟の直央が継いだ。

## 系譜
- 父：堀直方
- 母：不詳
- 正室：稲葉弘通の娘
- 生母不詳の子女
  - 女子：大関増儀継室のち織田信貞正室
  - 女子：柳沢里顕正室
  - 女子：大久保教業正室
  - 女子：堀直寛室
  - 女子：堀俊信室
  - 養子：堀直央（実弟）